# Lorents Benedict Gyllenpamp
Lorents Benedict Gyllenpamp, född 1 juni 1713 g.s., död 4 maj 1785 på Skönabäck, var en svensk adelsman och officer.

## Biografi
Gyllenpamp var son till majoren Gustaf Gyllenpamp och dennes hustru Anna Beata Lang, paret fick totalt tre barn. Modern gifte dock om sig 1721 med överstelöjtnanten Bernt Simon Ingelotz.
Lorents Gyllenpamp blev den 10 juli 1733 antagen som volontär vid Artilleriregementet men begav sig därefter till Polen. Där hade nämligen August II avlidit 1733 och i dess ställe hade återigen den svenskvänlige Stanisław I Leszczyński valts till konung. Gyllenpamp utnämndes den 27 juni 1735 till kornett vid Stanislaus dragoner, men tog redan den 27 december samma år avsked, troligen hängde detta ihop med att Stanislaus avsattes som Polens konung redan den 27 januari 1736.
Gyllenpamp återvände till Sverige där han redan den 27 november 1735 hade utnämnts till löjtnant vid Fortifikationen. Krig utbröt dock på nytt mellan Sverige och Ryssland, och Lorents blev konduktör vid Fortifikationen den 26 maj 1741. Men redan den 24 juli samma år utnämndes han till Kapten vid Hamiltonska regementet. När kriget avslutades 1743 fortsatte han vid sitt nya regemente och utnämndes till major den 26 september 1749. År 1750 dubbades han till riddare av Svärdsorden. Slutligen befordrades han till överstelöjtnant den 30 juni 1760 vid sitt regemente. Han erhöll transport från sitt regemente till Björnbergska regementet den 13 september 1762, och tog avsked från sin tjänst den 16 juli 1735.
Lorents Gyllenpamp avled på gården Skänabäck den 4 maj 1785.

### Familj
Lorents Gyllenpamp gifte sig den 19 januari 1755 med Anna Margareta Hellichia som var dotter till kyrkoherden Olavus Haqvini Hellichius. Hon var även syster till Abraham Gustafschöld som säkrade Kristianstad under Gustav III:s statsvälvning 1772.
Paret fick 4 barn, varav två dog späda.

### Utmärkelser
- Riddare av Svärdsorden - 17 april, 1750